# Ri Myong-chol
Ri Myong-chol ist ein nordkoreanischer Politiker und Abgeordneter der Obersten Volksversammlung. Er hat den Vorsitz der Chondoistischen Chongu-Partei inne.

## Politische Laufbahn
2001 wurde Ri zum Mitglied des Zentralkomitees der Chondoistischen Chongu-Partei ernannt. Am 9. März 2009 als Mitglied der 12. Repräsentantenwahl der Obersten Volksversammlung gewählt. 2014 wurde er zum Abgeordneten der 13. Obersten Volksversammlung wiedergewählt.
Ri nahm am 25. Februar 2019 am Treffen der Demokratischen Front für die Wiedervereinigung des Vaterlandes teil. Er wurde am 10. März 2019 in die 14. Oberste Volksversammlung wiedergewählt. Später wurde er als Mitglied der Obersten Volksversammlung am 11. April 2019 gewählt.
Als er als Vorsitzender des Zentralkomitees der Chondoistische Ch’ŏngu-Partei zum 8. Kongress der Arbeiterpartei Koreas am 5. Januar 2021 eingeladen wurde, wurde bekannt gegeben, dass er zum Vorsitzenden befördert worden war.